# ガウディ賞
ガウディ賞（カタルーニャ語: Premis Gaudí）は、カタルーニャ語圏の映画賞。2009年からカタルーニャ映画アカデミーが主催し、スペイン・カタルーニャ州バルセロナで表彰式が行われている。
2002年に設立されたバルセロナ映画賞（カタルーニャ語: Premis Barcelona de Cinema）を発展させた映画賞である。ガウディが手掛けたカサ・ミラに設置されている煙突に着想を得て、メイキャップアーティストのムンセ・リベーがトロフィーのデザインを担当した。

## 部門
- ミケル・プルテー（スペイン語版）功労賞
- 作品賞（カタルーニャ語作品賞）
- 非カタルーニャ語作品賞
- 監督賞
- ドキュメンタリー作品賞
- アニメ作品賞
- テレビ作品賞
- ヨーロッパ作品賞
- オリジナル脚本賞

### 演技部門
- 主演女優賞
- 主演男優賞
- 助演女優賞
- 助演男優賞

### 技術部門
- 撮影賞
- 作曲賞
- 編集賞
- 美術賞
- 特殊効果賞
- 音響賞
- 短編作品賞
- 衣装デザイン賞（2010年-）
- メイキャップ賞（2010年-）
- プロダクション賞（2010年-）

## 歴代授賞式
| 回     | 日付          | 作品賞                                                         |
| ------ | ------------- | -------------------------------------------------------------- |
| 第1回  | 2009年1月19日 | 『El cant dels ocells』 （アルベルト・セラ監督）               |
| 第2回  | 2010年2月1日  | 『Tres dies amb la família』 （マル・コイ監督）                |
| 第3回  | 2011年1月17日 | 『ブラック・ブレッド』 （アグスティ・ビジャロンガ監督）        |
| 第4回  | 2012年2月6日  | 『EVA〈エヴァ〉』 （キケ・マイーリュ監督）                     |
| 第5回  | 2013年2月3日  | 『ブランカニエベス』 （パブロ・ベルヘル監督）                  |
| 第6回  | 2014年2月2日  | 『La plaga』 （ネウス・バリュス監督）                          |
| 第7回  | 2015年2月1日  | 『Rastres de Sàndal』 （マリア・リポイ監督）                   |
| 第8回  | 2016年1月31日 | 『El camí més llarg per tornar a casa』 （セルジ・ペレス監督） |
| 第9回  | 2017年1月29日 | 『La propera pell』 （イサキ・ラクエスタ監督）                 |
| 第10回 | 2018年1月28日 | 『悲しみに、こんにちは』 （カルラ・シモン監督）                |
| 第11回 | 2019年1月27日 | 『Les distàncies』 （エレーナ・トラペ監督）                    |